# Ptolémée IV
Pour les articles homonymes, voir Ptolémée (homonymie).
Ptolémée IV Philopatôr (« Qui aime son père »), en grec ancien Πτολεμαῖος Φιλοπάτωρ / Ptolemaios Philopatôr, né vers 244 av. J-C., mort en 204, est un roi et pharaon d'Égypte de la dynastie lagide. Il est issu de la lignée du premier Ptolémée, l'un des Diadoques (ou successeurs) d'Alexandre le Grand qui se sont partagé son immense empire à sa mort en 323.
La plupart des sources antiques désignent son règne comme le début du déclin de l'Égypte ptolémaïque, en dressant le portrait d'un roi davantage soucieux du luxe et du divertissement que des affaires de son royaume et de son peuple.

## Biographie

### Principales sources antiques
La source principale concernant Ptolémée IV est un ouvrage d'Ératosthène, un savant grec originaire de Cyrène ; aujourd'hui perdu, le texte est consacré à Arsinoé III, sœur et épouse de Ptolémée IV. Ératosthène est notamment connu pour être le premier à avoir calculé la circonférence de la Terre (exacte à 1 % près) et pour avoir dirigé la bibliothèque d'Alexandrie. Le jeune prince a été son disciple, son père Ptolémée III l'ayant fait venir en Égypte pour être son précepteur. Par son enseignement de sage et de savant, Ptolémée est devenu un homme cultivé. Ce trait particulier l'inscrit dans la digne lignée des rois hellénistiques. Ainsi, il vénère Homère et compose même une tragédie qu'il intitule Adonis.
L'autre source le concernant est Polybe, considéré comme un des plus grands historiens grecs. C'est ce dernier qui fait du règne de Ptolémée IV la charnière du déclin chez les lagides par sa débauche et son désintéressement des affaires du pays. Ce jugement a fortement inspiré les auteurs antiques par la suite, comme Plutarque, Trogue Pompée, Strabon, Jean d'Antioche, saint Jérôme ou encore Appien.
Cependant aujourd'hui, les historiens contemporains ont tendance à nuancer la seule responsabilité de Ptolémée IV dans la naissance de la « crise lagide », qui a probablement débuté avant son règne. Il n'en reste pas moins toutefois que Philopatôr est considéré comme un roi médiocre, souvent comparé à son désavantage aux grands rois de sa propre lignée ou des dynasties voisines comme les Séleucides ou les Antigonides.

### Une arrivée au pouvoir précoce et meurtrière
Ptolémée IV est le fils aîné de Ptolémée III et de la reine Bérénice II de Cyrène. Sa naissance est située en mai/juin, probablement au cours de l'année 244 av. J.-C.. Il arrive au pouvoir à la fin de l'année 222 ou en février 221, à la mort de son père. Il a alors une vingtaine d'années, ce qui fait de lui un souverain inexpérimenté lors de son arrivée au pouvoir. Il n'est d'ailleurs pas le seul dans ce cas parmi les autres royautés hellénistiques : presque simultanément arrivent sur le trône Antiochos III chez les Séleucides et Philippe V chez les Antigonides, tous deux très jeunes également. En effet, leurs trois prédécesseurs que sont respectivement Ptolémée III, Séleucos III et Antigone III sont tous morts entre 223 et 221. Les trois grands royaumes hellénistiques se retrouvent donc dirigés par de jeunes souverains, davantage guidés par leurs passions ou leur ambition, et potentiellement limités par leur inexpérience politique ou militaire. Les années qui arrivent s'annoncent donc cruciales pour le jeu de pouvoir constant qui existe entre les grandes dynasties depuis la division de l'empire d'Alexandre.
Son accession au trône si jeune ne s'est pas faite d'elle-même. Ainsi, c'est Sosibios, un des ministres et principaux conseillers du roi son père (avec Agathoclès) qui orchestre son accès au trône. Sosibios apparaît comme un conseiller conspirateur, manipulateur et avide de pouvoir ; à tel point qu'il incarne le « machiavélisme alexandrin », un trait de caractère sombre entré dans la tradition par les écrits de Polybe. Détectant chez Ptolémée IV une relative faiblesse et un désintérêt pour la politique, Sosibios fait tout pour lui garantir l'accès à la royauté, avec comme objectif de peser de tout son poids sur les décisions royales futures en usant de sa grande influence. C'est pourquoi en 221, afin de consolider et d'éviter toute contestation possible du pouvoir du jeune Ptolémée, Sosibios procède à une purge familiale en bonne et due forme : il élimine la propre mère du prince, Bérénice II de Cyrène, le fils de celle-ci et donc demi-frère de Ptolémée IV, Magas (fruit d'un premier mariage avec Démétrios Kalos, demi-frère du roi de Macédoine Antigone II Gonatas), ainsi que son oncle Lysimaque alors gouverneur de Coptos depuis -240. La principale hypothèse pour justifier ces assassinats est la crainte que la reine Bérénice ne désire mettre en avant son premier fils Magas comme principal prétendant au trône, lui qui avait de solides appuis militaires. C'est pour faire face à cette menace que Sosibios a recours à des moyens extrêmes pour encore une fois sauvegarder son pouvoir et conserver son influence sur le roi. Cet épisode tragique symbolise la grande importance que prennent les ministres tout au long du règne de Ptolémée IV et même après, puisque Sosibios lui survit.
La politique du royaume est donc décidée, surtout dans les premières années du règne du jeune roi, en réalité par Sosibios à travers son influence sur Ptolémée IV ; et il ne se contente pas de gérer paisiblement les affaires du pays. Ainsi en 219, il orchestre la déchéance et la mort de l'ancien roi de Sparte Cléomène III, alors réfugié en Égypte et qui a tenté de soulever Alexandrie contre son souverain. La même année, le ministre organise la riposte contre Antiochos III pour répondre aux velléités de conquête de ce dernier qui s'est emparé de la ville de Séleucie de Piérie et a envahi la Cœlé-Syrie. C'est le prélude à la quatrième guerre de Syrie.
Vers 220, Ptolémée IV épouse sa sœur Arsinoé III. De cette union naît un fils, Ptolémée V, qui est donc le successeur légitime de la dynastie lagide.

### Bataille de Raphia (217 av. J.-C.)

Le monde méditerranéen en 218 av. J.-C.

Les manœuvres de Sosibios orchestrées depuis 219 av. J.-C. permettent à l'Égypte de mettre sur pied une armée pour contrer l'avancée d'Antiochos III en Cœlé-Syrie. Ce territoire n'est pas à proprement parler égyptien, mais l'Égypte lagide a, depuis Ptolémée Ier, une stratégie de conquête des régions limitrophes pour s'en servir comme dernier rempart avant l'invasion de leurs propres terres. C'est pourquoi il est urgent pour Ptolémée IV de constituer une armée capable de vaincre Antiochos avant son arrivée en Égypte. Pour ce faire, et sous l'impulsion de Sosibios, il rappelle toutes les unités militaires stationnées dans les territoires extérieurs, engage des mercenaires étrangers (dont des Galates et des Thraces) et enrôle même des autochtones égyptiens, une première sous un gouvernement ptolémaïque. Deux années plus tard, le 22 juin -217, l'Égypte triomphe de sa rivale séleucide à la bataille de Raphia, un succès dont le déroulement est rapporté en détail par Polybe.
Les deux monarques participent personnellement à la bataille, au cœur de leur armée, comme de véritables souverains hellénistiques, sachant que le courage à la guerre et les victoires militaires sont perçus par les peuples de l'époque comme des éléments constitutifs de la légitimité d'un roi à les gouverner. Dans l'armée ptolémaïque, on dénombre selon les estimations de Polybe 45 000 fantassins dont 20 000 Égyptiens équipés en phalangites à la « macédonienne », 5 000 cavaliers et 70 éléphants d'Afrique contre des forces quasi équivalentes. La bataille est d'abord mal engagée pour Ptolémée, notamment du fait de la supériorité des éléphants d'Asie d'Antiochos III sur ceux du pharaon, et d'une charge efficace du souverain séleucide. Mais les Égyptiens reprennent le dessus grâce à l’incapacité d'Antiochos III de cesser la poursuite de la cavalerie adverse et à un mouvement de troupes astucieux décidé par l'un des commandants de Philopatôr, Eschécratès. L'apport de Ptolémée IV dans la bataille est reconnu comme essentiel, même par Polybe : c'est d'ailleurs un des seuls passages où l'historien nous en brosse un portrait positif. Il nous le décrit par exemple en orateur qui passe en revue et harangue ses troupes avant le combat, ou en roi guerrier qui scelle l'issue de la bataille en rassemblant son armée derrière lui : « Ptolémée venait de se replier à l'abri de sa phalange. Il s'avança au milieu des deux armées et s'offrit à leur vue. Ses adversaires en furent atterrés, ses troupes saisies d'un grand mouvement d'élan et d'enthousiasme ».
Il convient toutefois de ne pas se montrer trop catégorique sur cet épisode rapporté par Polybe. La victoire de Ptolémée IV semble ne tenir qu'à un fil et être davantage due à Eschécratès qu'au pharaon. De plus, dans sa description, Antiochos III apparaît comme supérieur à son rival car plus en vue par son courage et son allant. Son attaque éclair a failli le rendre victorieux et il ne doit sa défaite qu'à son inexpérience. La victoire remportée par le jeune roi égyptien à Raphia face à son adversaire séleucide ne trouve donc guère grâce aux yeux de Polybe. Pour lui, Ptolémée (et Sosibios derrière lui) a surtout profité de la jeunesse et de l'inexpérience d'Antiochos.
Cette victoire permet à Ptolémée IV de récupérer toutes ses possessions en Cœlé-Syrie à l’exception de Séleucie de Piérie. Alors qu'Antiochos III est sur le recul et semble en très mauvaise posture, Philopatôr (fidèle à la dynastie ptolémaïque qui préfère la paix à l'extension) ne pousse pas son avantage et un armistice est conclu. La Cœlé-Syrie est conservée par les Lagides jusqu'en 198, jusqu'à ce que le même Antiochos III vainque l'armée du fils de son ancien rival Ptolémée V à la bataille de Panion. Le succès de Raphia n'offre ainsi qu'un court sursis à la domination égyptienne en Cœlé-Syrie.

### Un roi peu soucieux de sa charge
Un grand nombre d'historiens de l'Antiquité ont décrit de manière extrêmement critique et négative le règne de Ptolémée IV. Ces jugements sont en grande partie causés par la description du souverain lagide que Polybe a écrite, puis transmise à la postérité, non seulement au sujet de sa vie dissolue (il est considéré comme faible et décadent) mais également de son bilan politique auquel on impute la responsabilité du déclin de l’Égypte lagide. En effet, le portrait dessiné par Polybe décrit un roi nullement concerné par la politique extérieure comme intérieure et qui laisse la conduite des affaires à ses proches conseillers (sous l'influence majeure de Sosibios), préférant lui-même se consacrer à des beuveries, « des amours inconvenantes et des ivresses (methai) déraisonnables et perpétuelles » ainsi que des fêtes (les panègurikôteros). De cette négligence résulte donc une dégradation de la situation politique égyptienne, qui conduit à une véritable guerre civile. L'historien Justin résume tout cela ainsi : « Ptolémée montra autant de négligence à administrer son royaume qu'il avait mis de scélératesse à s'en emparer ».
Polybe attribue également une maîtresse royale à Ptolémée, Agathocléa. Il s'agit de la jeune sœur de son ministre et conseiller Agathoclès. Celle-ci, dit Polybe, « dominait le roi et bouleversait tout le royaume ». Une telle situation doit effectivement être très mal perçue par les citoyens de l'époque, accentuant l'image d'un souverain faible et trop influençable. Plutarque (Vie de Cléomène) décrit la débauche à la cour lagide dans des termes semblables : « Car le roi était si ravagé par les femmes et les beuveries que lorsqu'il était sobre et même lorsqu'il était plein d'ardeur, il célébrait les fêtes et quêtait dans son palais avec un tambourin tandis qu'il abandonnait les affaires les plus importantes de son empire à sa maîtresse, Agathocléa, à la mère de celle-ci et à Énanthès ».
En plus de ces fêtes, Ptolémée développe un attrait tout particulier pour le dieu Dionysos et se consacre au culte dionysiaque, dont il ordonne le recensement des desservants par une ordonnance retrouvée. Ptolémée IV va même jusqu'à se faire attribuer le surnom de Néos Dionysos. Outre ces excès festifs, Ptolémée IV affectionne le luxe. Il ordonne par exemple la construction d'un navire gigantesque, qui s'approche davantage d'une fonction de plaisance que d'une fonction militaire, sur lequel il aime à séjourner. Tous ces excès doublés d'une apparente incapacité à régner, tandis que des révoltes populaires grondent en Égypte, participent à accabler le roi Ptolémée IV d'une grande responsabilité dans la naissance de la crise lagide.

### Une fin de règne tourmentée
Après la bataille de Raphia, des troubles intérieurs émergent en Égypte, simultanés à un amoindrissement de l'autorité lagide. En effet, malgré la victoire, c'est la première fois qu'un souverain égyptien a sollicité des populations locales (égyptiennes donc) afin de compléter son armée. Certains d'entre eux utilisent la victoire de Raphia pour réclamer davantage de droits pour leur peuple. Cela mène donc à plusieurs soulèvements locaux successifs qui conduisent l'État à faire des concessions envers les intérêts locaux, notamment sacerdotaux. Le clergé en effet, dépossédé d'une partie de son pouvoir et de son prestige passé (notamment dans les grandes villes comme Thèbes) par l'installation de la royauté grecque, est dans ces lieux à l'origine du vent de révolte qui souffle chez les classes les plus pauvres (surtout agricoles). C'est ainsi qu'à partir de -207, la Haute-Égypte entre en sécession sous l'autorité de Hérouennéfer, chef militaire d'origine nubienne.
La révolte égyptienne est précédée d'un signe avant-coureur. Les dépenses de la guerre ont en effet provoqué une inflation dans le pays. Pour la régulariser, l’État procède à la dévaluation de la monnaie de bronze, jusqu'alors « isonomos », c'est-à-dire de valeur équivalente à celle d'argent. En 216 av. J.-C., le statère qui valait auparavant quatre drachmes, deux oboles et un demi bronze en vaut désormais quatre fois plus, à savoir seize drachmes de bronze. Et en 210, le diocète Théogénès crée la drachme-cuivre, valant un dixième de l'ancienne obole de bronze qu'elle remplace (soixante drachmes-cuivres équivalent désormais à l'ancienne drachme de bronze). L'argent, thésaurisé, se raréfie dans la chôra, même s'il reste la référence à l'extérieur, où l'Égypte de Philopatôr demeure, mais pour peu de temps encore, une puissance reconnue.
Le pharaon meurt prématurément, probablement au cours de l'été 204, de cause inconnue. Après le décès de son frère-époux, Arsinoé III occupe la régence du royaume car le jeune prince Ptolémée V n'est alors âgé que de cinq ans. Elle n'exerce toutefois pas cette charge bien longtemps, puisqu'elle est assassinée cette même année sur ordre du conseiller Sosibios, qui installe Ptolémée V sur le trône et s'attribue alors les pleins pouvoirs de la régence.

### Source antique
- Polybe, Histoires [détail des éditions] [lire en ligne].